# إسماعيل بيه
إسماعيل بيه  (بالإنجليزية: Ishmael Beah)‏(ولد في 23 نوفمبر 1980) كاتب و جندي طفل سيراليوني سابق والمتحدث الرسمي لحقوق الإنسان، بمناسبة الذكرى الثامنة عشرة لاعتماد اتفاقية حقوق الطفل، عينته اليونيسف مدافعاً عن الأطفال المتأثرين بالحرب في 20 نوفمبر 2007. ومؤلف كتاب المذكرات المنشورة بعنوان «قطعنا شوطاً طويلاً: ذكريات جندي صبي» الذي نشر في الولايات المتحدة في عام 2007. ثم نُشر في كندا وأوروبا وأمريكا اللاتينية وآسيا، وظهر في أكثر من 35 لغة.